# Tim Lincecum
Timothy Leroy Lincecum (* 15. Juni 1984 in Bellevue, Washington) ist ein US-amerikanischer Major-League-Baseball-Spieler. Zurzeit ist er ein Free Agent, nachdem er zuletzt bei den Los Angeles Angels of Anaheim als Starting Pitcher gespielt hat. Er hat die Spitznamen „The Franchise“ und „The Freak.“ Sein erster Auftritt in der Major League wurde am 6. Mai 2007 auf dem amerikanischen Fernsehsender ESPN übertragen.
Er wirft rechtshändig, schlägt aber mit links. Er gewann 2008 und 2009 den Cy Young Award in der National League.